# رچیتسا (ژیتوراجا)
رچیتسا (به صربی: Rečica) یک منطقهٔ مسکونی در صربستان است که در ژیتوراجا واقع شده‌است. رچیتسا ۷۷۳ نفر جمعیت دارد.